# The Charles Hotel
El hotel Charles es un hotel localizado en Sophienstrasse 28 en el barrio de Maxvorstadt, Múnich, Baviera, Alemania. Se construyó en 2007 junto al antiguo jardín botánico, cerca de la estación central de ferrocarriles. 
El hotel lo gestiona la empresa Rocco Forte & Family (Munich) GmbH, perteneciente al grupo británico Rocco Forte Hoteles. El hotel forma parte del jardín Lenbachgärten. El edificio cuenta con 160 habitaciones para huéspedes, entre las que se incluyen 28 suites, una área de reuniones, un sala para eventos con capacidad para hasta 300 huéspedes, un restaurante, varios bares y una piscina. 
El edificio, de ocho plantas, es un trabajo del estilo art déco y obra de los arquitectos berlineses Hilmer & Sattler und Albrecht. La construcción comenzó el 1 de junio de 2005 y se finalizó el 1 de julio de 2007. La arquitectura ha ha sido galardonada con varios premios, entre los que destaca el premio Villegiature a la "Mejor arquitectura de hotel de Europa" en 2008 y el "Premio Alemán de Piedra Natural".

## Referencias

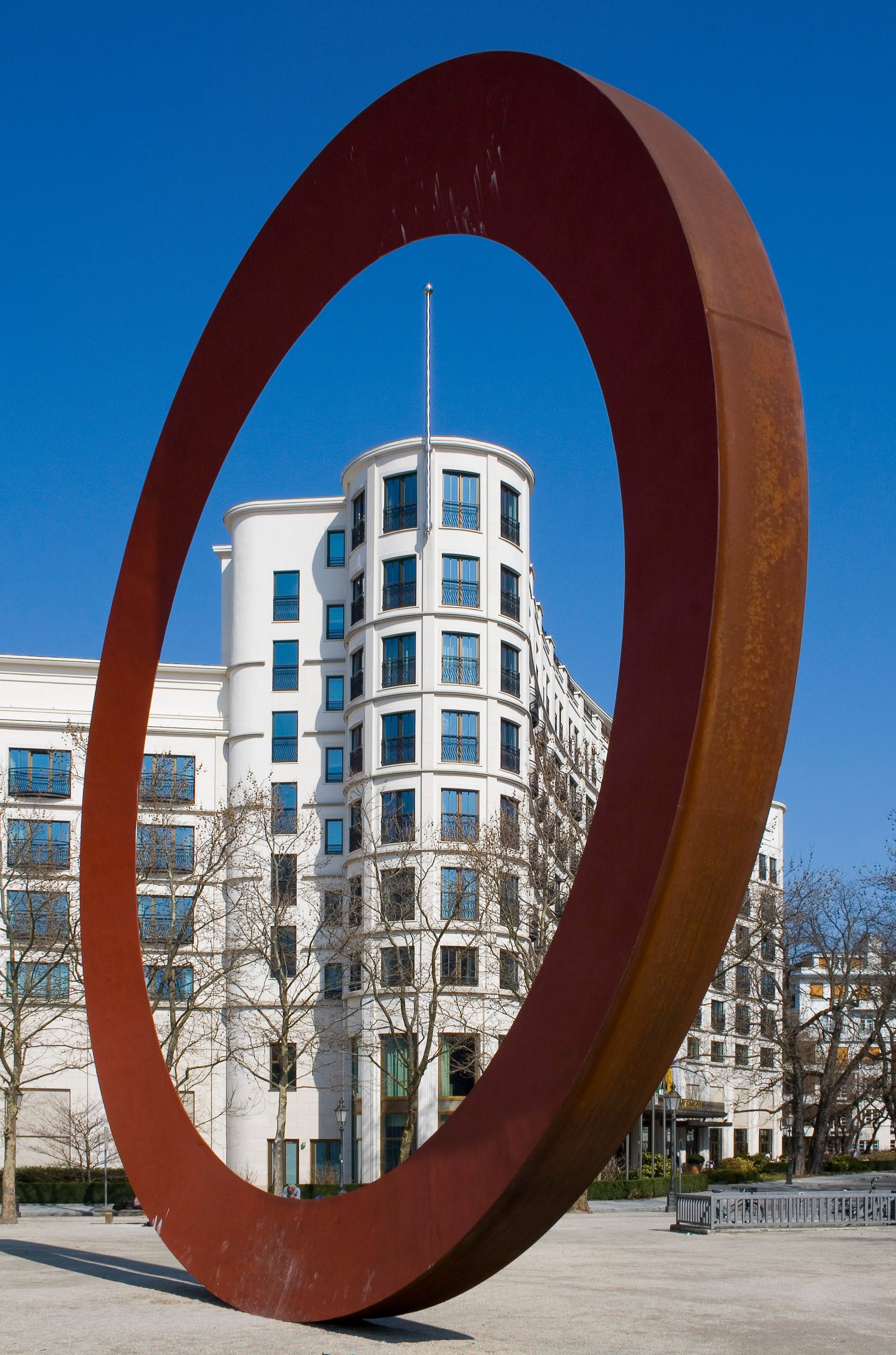